# ديريك ديفيس
ديريك ديفيس (بالإنجليزية: Derek Davis)‏ هو مقدم برامج إذاعية أيرلندي، ولد في 26 أبريل 1948 في مقاطعة داون في المملكة المتحدة، وتوفي في 13 مايو 2015 في مقاطعة دبلن في جمهورية أيرلندا.

## وصلات خارجية
- ديريك ديفيس على موقع IMDb (الإنجليزية)